# 78.
◄ | 1. stoljeće pr. Kr. | 1. stoljeće | 2. stoljeće | ►
◄ | 40-ih | 50-ih | 60-ih | 70-ih | 80-ih | 90-ih | 100-ih | ►
◄◄ | ◄ | 75. | 76. | 77. | 78. | 79. | 80. | 81. | ► | ►►
Astronomija • Književnost • Kršćanstvo

## Rođenja
- Zhang Heng – kineski astronom, matematičar, književnik, geograf i slikar

## Vanjske poveznice
|  | Zajednički poslužitelj ima još gradiva o temi 78. |